# San Luis (île du Mexique)
Pour les articles homonymes, voir San Luis.
San Luis est une île mexicaine située dans le golfe de Californie au large des côtes de la Basse-Californie.

## Géographie
L'île, d'origine volcanique, est située au nord du golfe de Californie et constitue l'île principale d'un petit l'archipel homonyme. Elle est distant du continent de 16 km. L'île fait environ 3,5 km de longueur et 2 km de largeur maximales pour 6,051 km2 de superficie totale.
L'île San Luis est inhabitée et abrite un parc naturel national.

## Histoire
En 2005, l'île a été classée avec 244 autres au Patrimoine mondial de l'humanité par l'UNESCO comme Îles et aires protégées du Golfe de Californie.